# Querétaro Fútbol Club
El Querétaro Fútbol Club, popularmente conocido como los Gallos Blancos de Querétaro, es un club de fútbol profesional de México con sede en Santiago de Querétaro, Querétaro. Fue fundado el 8 de julio de 1950 y milita en la primera división de México. 
Entre sus palmarés, el Querétaro Fútbol Club cuenta con dos títulos oficiales, la Copa Mx Clausura 2016 y la Supercopa Mx 2016-2017.
Los colores tradicionales y que identifican al club son el blanco, azul y negro, estos colores están representados en el escudo, también son utilizados en forma de rayas verticales en su uniforme. Los Gallos utilizan los colores estampados en su logo, los cuales fueron tomados del escudo de armas del estado, que representa un eclipse de Sol.
El equipo disputa sus partidos como local en el Estadio Corregidora, que cuenta con un aforo para 35 575 personas.
En 2014, Grupo Imagen se convirtió el dueño de la franquicia que, a su vez, es propiedad del Grupo Empresarial Ángeles. Para el Torneo Clausura 2020, el Querétaro pasó a ser propiedad del Grupo Caliente, junto a los equipos del Club Tijuana y Dorados de Sinaloa. En junio de 2020, Grupo Caliente vende al club a un grupo de inversionistas encabezados por Gabriel Solares y Greg Taylor. Tras la Tragedia del Estadio Corregidora en 2022, el equipo regreso a manos del Grupo Caliente, hasta el 2025, año en el que el club es vendido al grupo estadounidense Innovatio Capital del empresario Marc Spiegel.

## Historia

### Fundación e inicios
En 1949, la Federación Mexicana de Fútbol propuso la creación de la segunda división de México. En ese entonces, Alfonso "Pachín" Niembro, presidente de la Asociación Queretana de Fútbol, recibió una invitación para que Querétaro albergara una plaza en el nuevo torneo a crearse. Este, junto con otros miembros de la asociación, acordaron hacer un torneo de Primera Fuerza en la ciudad de Querétaro y el equipo que resultara ganador sería el equipo representante en la segunda división. El campeón fue el "Piratas", que se convirtió en el Club Querétaro A.C., para ser uno de los fundadores de la segunda división junto con el Irapuato, Zacatepec, Toluca, Morelia y La Piedad.
El 8 de julio de 1950, se fundó oficialmente el Querétaro Fútbol Club. La primera participación de Querétaro en la segunda división fue la temporada 1950-1951. En 1950 se utilizó un uniforme completamente blanco y solo con una "Q" cuadrada como escudo.
En 1954, el equipo recibió el mote de "Gallos Blancos", a proposición del Lic. Herrera Pozas "El Periquín". Siendo el entrenador Don Felipe “La Marrana” Castañeda, en compañía con Don Ezequiel Rivera, consiguieron 11 Gallos Blancos y antes de salir al campo, les dieron uno a cada jugador, siguiendo con la broma, Don Ezequiel llevó también una marrana blanca (en alusión al apodo de Don Felipe), y así fue como se tomaron la fotografía del recuerdo.

### Primera desaparición
El equipo navegó entre la segunda y la tercera división, y en la temporada 1976-1977, después de un gran torneo, perdieron la final de ascenso por marcador global de 3-6 ante el Club de Fútbol Atlante el 5 de junio de 1977. Al terminar el partido se desató una batalla campal originada por las burlas atlantistas.
A finales de los 70, el equipo fue comprado y se fusionó con el Atletas Industriales y Estudiantes. Se le cambió el nombre a Atletas Campesinos. En su primera temporada, estuvo formado por jóvenes. El entrenador de Atletas Campesinos era Antonio Ascencio, pero Armando Presa consideró traer a alguien de mayor experiencia, fue cuando pensó en Antonio Carbajal al que le ofreció una buena cantidad de dinero si subía al Campesinos. El 22 de junio de 1980, los Campesinos enfrentaron en el partido de vuelta a los Osos Grises, que habían sacado un empate el partido de ida en el municipal, los Campesinos lograron imponerse por 2 a 1 con goles de Carlos Cerritos y Jorge Gaspar y lograron el campeonato. Ya en el máximo circuito, el equipo pronto comenzó a perder y al poco tiempo el cuadro fue vendido al Sindicato de Petroleros de Ciudad Madero.

### Regreso (1981-1999)
El equipo resurgió en 1981 con el nombre de Gallos Blancos de UAQ y se mantuvo en la segunda división. En la temporada 1983-1984, el equipo ascendió de segunda división "B" a segunda división "A". El 13 de febrero de 1985, los Gallos Blancos de la UAQ juegan su primer partido en el Estadio Corregidora. En la temporada 1986-1987, el equipo quedó subcampeón de la segunda división al perder ante Correcaminos de Tamaulipas en tres partidos. El partido de ida terminó 0-0. Justo antes del partido de vuelta, el 10 de mayo de 1987, el equipo sufrió un fatal accidente automovilístico en donde perdieron la vida Agustín Jiménez, René Montalvo y Genaro "Pillo" Orona. El 20 de junio, Gallos Blancos de la UAQ y los Correcaminos de la UAT disputaron el duelo de vuelta en el estadio Corregidora con empate a un gol por bando, obligando a un tercer partido en el estadio Azteca. El Coloso de Santa Úrsula vio cerrar el último capítulo de la final 1986-1987 de la segunda división el 23 de junio. Tras un partido muy cerrado, queretanos y tamaulipecos tuvieron que decidir el ascenso en la tanda de penales en donde Correcaminos ganó con un marcador de 5-3.
En 1988 surge un equipo paralelo a los Gallos de la UAQ llamado Querétaro FC. El Querétaro FC llegó a la Primera División en el inicio de la década de los 90, cuando el empresario capitalino José Antonio García, con la intención de mantener el fútbol del máximo circuito en la ciudad y tras el descenso del Atlante que se había mudado a sede en la campaña 1989-1990, adquirió la franquicia del Tampico Madero para transformarla en el Querétaro FC a partir de la temporada 1990-1991. García Rodríguez contrató al argentino Ricardo La Volpe para dirigir a un plantel integrado en su mayoría por exjugadores de los Petrojaibos como Mario Zúñiga, el chileno Carlos Fredy Soto, Francisco Fernández, Ricardo Ortega, así como exintegrantes de los Potros de Hierro como Rubén Omar Romano, Guadalupe Cruz, Miguel Herrera, Sergio Bueno, entre otros.
El debut en primera división ocurrió el 29 de septiembre de 1990 con una derrota por 2-1 ante el Puebla Fútbol Club en el Estadio Cuauhtémoc; el autor del primer gol del equipo en el máximo circuito fue José de Jesús Mendizábal, quien marcó al minuto 12 del duelo contra los Camoteros. La primera victoria del Querétaro ocurrió el 7 de octubre al vencer por 3-1 al Club de Fútbol Monterrey en el Estadio Corregidora. La campaña de debut del Querétaro fue bastante irregular al terminar en el antepenúltimo lugar con 30 puntos solo por arriba del Club Santos Laguna y del descendido Club Deportivo Irapuato. Para la temporada siguiente, con el regreso del Atlante a primera división, José Antonio García mandó al cuadro azulgrana al estratega Ricardo La Volpe así como a Romano, Cruz, Herrera y Wilson Graniolatti, además, no pudo retener al uruguayo Jorge Cabrera y el goleador Sergio Almaguer, una situación que dejó al equipo disminuido.
A mitad de esa temporada 1991-1992, García Rodríguez vendió el equipo a los hermanos Vázquez Mellado, quienes tomaron la decisión de modificar la camiseta de color celeste a una de rayas azules y negras que recordaban al desaparecido Atletas Campesinos, pero su principal apuesta fue contratar como entrenador a Tomás Boy, quien había salvado a esta misma franquicia del descenso dos años antes cuando jugaba como Tampico Madero. El "Jefe" Boy hizo un buen trabajo al superar en la pelea por el no descenso a las Cobras de Ciudad Juárez; sin embargo, Tomás no pudo repetir los buenos resultados a la campaña siguiente, pese a que en el equipo se quedó el goleador Felipe del Ángel Malibrán, y llegaron refuerzos como el uruguayo Santiago Ostolaza, así como los delanteros Marco Antonio Ruiz y Eduardo de la Torre, ex del Guadalajara.
En la temporada 1993-1994, el Querétaro arrancó bajo el mando de Rubén Matturano, pero al conseguir solo un punto en las primeras cuatro jornadas, la directiva determinó cesarlo y ofrecerle la dirección técnica a Carlos de los Cobos, quien decidió retirarse como jugador del equipo para iniciar como entrenador, pese a la complicada situación en la tabla porcentual. La escuadra queretana dio pelea hasta la última jornada para lograr la permanencia en la Primera División, pero no pudo lograrla al perder como visitante contra los Club Universidad Nacional, quedándose a un punto de los Leones Negros de la Universidad de Guadalajara. El descenso fue un duro golpe para la franquicia, pues se alejó dos categorías del Máximo Circuito, ya que no pudo incorporarse a la recién creada Primera A, circuito que se integró por invitación a los equipos.
En 1996 Pedro González Rivas, vendió la franquicia a empresarios de Hermosillo Sonora. En el año de 1999 se dio la unión de Gallos de la UAQ con el Querétaro FC en Santiago de Querétaro, tomando el apodo de "Gallos Blancos" y el nombre original del Querétaro FC.

### Nuevo Siglo (2000-2010)
Para 2002, el equipo estuvo dos temporadas en la primera división de México tras adquirir la franquicia de La Piedad, hasta que en el 2004, la Federación decidió reducir el número de equipos de 20 a 18, sacrificando al Irapuato FC y al Querétaro. Esto se da entre la sospecha de que el equipo le pertenecía al crimen organizado del centro de México, lo que derivó en una investigación de la Procuraduría General de la República y así, la Federación Mexicana de Fútbol Asociación decide terminar las sospechas y desaparecer al equipo, pagando alrededor de diez millones de dólares a sus propietarios, de los que nunca se conoció su identidad real.
Cuando parecía que el equipo desaparecería, el empresario Juan Antonio Hernández trasladó a los Leones de Morelos (anteriormente Zacatepec) para jugar como Querétaro en la Primera A. El equipo fue un protagonista al punto de conquistar el primer título en la historia de la franquicia luego coronarse en el Clausura 2005 ante el Club León, aunque no pudo lograr el regreso al máximo circuito al perder la final por el ascenso ante el San Luis. El equipo cambio de dueño al ser adquirido por el empresario leonés Axel Bulle, quien encontró en Salvador Reyes Jr. al técnico para regresar al Querétaro a la Primera División tras ganar el campeonato Clausura 2006, en el cual logra coronarse por segunda año consecutivo y por primera vez en casa al derrotar 4-2 en penales a Club Indios, tras empatar 3-3 en el marcador global. En la final por el ascenso, Querétaro goleó a Club Puebla con marcador global de 5-1 y así consiguió el regreso a primera división.
En el torneo Clausura 2007, perdió la categoría tras la derrota en el último partido de la liga contra el Atlas y la victoria del Santos Laguna, su más próximo rival en el descenso, sobre el Cruz Azul quedando los cocientes de 1.0808 de Querétaro contra 1.147 de Santos.
En el torneo Apertura 2008 salió campeón venciendo al Club Irapuato por un global de 2-0, con esto ganó el derecho a jugar la final de ascenso hacia la Primera División Nacional en contra del Mérida, campeón del torneo Clausura 2009. El 30 de mayo de 2009 se convierte en campeón de ascenso, tras derrotar en penales 7-6, a los Venados, lo que le dio el pase de nueva cuenta a la Primera División del fútbol mexicano.

### Actualidad (2010-presente)
En el torneo Bicentenario 2010 Querétaro F.C. se salvó el descenso tras realizar una buena campaña y sumar 21 unidades, superando en el porcentaje a Tigres y a Indios de Ciudad Juárez, descendiendo este último.
En 2011, tras una temporada digna del recuerdo para la institución plumifera, en la que lograron batir su propio récord de puntos con 26 y victorias 8 por solo 2 empates y 7 descalabros. Gallos, de la mano del técnico debutante en México José Saturnino Cardozo, clasificó a su primera liguilla. Más tarde lograron sorpresivamente eliminar a uno de los 4 grandes del fútbol mexicano, el Guadalajara, al ganar 2-1 en el juego de ida y empatar 0-0 en la vuelta en un partido; en el juego de ida de la semifinal en contra del Club Tigres de la UANL empató 0-0 y en la vuelta perdió 1-0.
Nuevamente lograron salvar la categoría en el torneo Clausura 2012, luego de superar a dos equipos tapatíos, el Atlas y Estudiantes Tecos, este último descendido.
En el Clausura 2013, el equipo de "Gallos" estaba en la disputa por el no descenso al principio de la temporada contra el equipo del Atlas de Guadalajara; pero debido al gran paso de los "Rojinegros" en el torneo, el cuadro queretano luchó jornada a jornada para salvarse. A pesar de haber hecho quizá uno de sus mejores torneos en su historia como franquicia en su paso por la Liga MX, en la jornada 16 tras haberse consumado el empate a uno del Puebla (su rival directo en el descenso) ante el Atlas de Guadalajara en los últimos minutos del encuentro, los Gallos Blancos del Querétaro descenderían por tercera vez en su historia, a pesar de haber derrotado 2-1 a las Chivas Rayadas del Guadalajara, lo cual le quitó la posibilidad de haber disputado por segunda vez en su historia la liguilla por el título (terminó el torneo en 8.º lugar, pero por reglamento no pudo disputarla debido a que descendió y su lugar fue ocupado por Monterrey que acabó 9.º de la tabla general) Su último partido de ese torneo fue el 4 de mayo de 2013 en el Estadio Corregidora ante su afición y despidiéndose con una dolorosa derrota ante el Puebla por marcador de 2-3.
El 20 de mayo del 2013, el club de Jaguares de Chiapas fue vendido al Grupo Oceanografía, cuyo dueño era Amado Omar Yáñez Osuna. El club en la junta de dueños anunció, a través de Decio de María, presidente de la FMF, que Jaguares dejaría de existir y se traspasaría a Querétaro, esto pese a las críticas recibidas tanto por la prensa como por los aficionados al fútbol, ya que por medio de dinero el equipo de Querétaro, pese a descender, se mantuvo en primera división. Por lo tanto la franquicia que originalmente descendió no fue vendida a nadie y desapareció. en ese mismo año el escudo fue modificado al cambiar la tercera franja de negro a naranja debido a que es el color de la suerte del dueño.
Tras un problema de descenso olvidado, durante el draft los Gallos se hicieron de jugadores como Luis Pérez, Esteban Paredes, Edgar Hernández, George Corral, Yasser Corona, Leandro Gracián, Alan Zamora, usando como base los jugadores de jaguares que adquirieron con la compra de la franquicia. Jugadores como Diego de la Torre, Apodi, Pablo Gabas fueron comprados por la directiva. Para el Apertura 2013 los Gallos ligaron 4 victorias consecutivas venciendo a Chivas, Cruz Azul, Puebla y Atlante, racha que los Gallos nunca habían logrado en primera división. Estos consiguieron su primera Victoria en el estadio C.U con una victoria de 0-3 con goles de Esteban Paredes y Wilberto Cosme. Tras un gran torneo los Gallos Blancos clasificaron a la liguilla en la última jornada, venciendo 0-1 al Pachuca en el estadio Hidalgo con gol de último minuto de Wilberto Cosme. Posteriormente serían eliminados en cuartos de final por el Santos luego de perder 3-2 en el juego de ida y 3-1 en el juego de vuelta.
Para el Apertura 2014 el equipo cambia de dueño debido a los problemas económicos que tenía el club. Actualmente pertenece a Olegario Vázquez Aldir propietario de Grupo Imagen.
En septiembre de 2014 la directiva anunció la contratación del astro brasileño, Ronaldinho .
En el Clausura 2015, es cesado de la dirección técnica Ignacio Ambriz después de solo cosechar 1 victoria en 7 partidos, tomando su lugar el director Técnico Víctor Manuel Vucetich quien luego de tomar el mando del equipo cuando este estaba en penúltimo lugar de la tabla general, logra calificar a la liguilla al equipo luego de terminar sexto lugar con 26 puntos en la temporada regular. Después de vencer a Veracruz en los cuartos de final por marcador global de 4-3. Así llega a la semifinal enfrentándose a Pachuca avanzando a la final por mejor posición en la tabla (2-2 global). Llegó a la final por primera vez en su historia, enfrentando a Santos. En la ida de la final Santos lo venció 5-0 y aunque en la vuelta logró ganar el partido 3-0, el Santos se proclamó campeón del Clausura 2015 con el marcador global de (5-3) dejando a los Gallos como Subcampeones.
Durante el Apertura 2015 el equipo tuvo múltiples altibajos en Liga a lo largo de la campaña y a pesar de que Emanuel Villa se coronó Campeón de Goleo con 13 dianas no pudieron clasificar a Liguilla quedando en undécimo puesto, pero en la Concacaf Liga Campeones logró superar la fase de grupos avanzando así a la siguiente ronda donde enfrentarían a DC United en los cuartos de final.
El día 2 de noviembre de 2016 el equipo Gallos Blancos disputó ante el Club Guadalajara la final de la Copa MX, en el Estadio Corregidora de Querétaro. Estos equipos accedieron al partido final, tras haber vencido respectivamente al Club Toluca y al Club América, en tandas de penales en ambos casos. El partido culminó con un empate a cero goles en el tiempo reglamentario, y luego se realizó la definición mediante la tanda de tiros penales. En primer lugar tiró el Club Guadalajara y en segundo término lo hizo el Club Querétaro. En una excelente actuación, el portero del Club Querétaro Tiago Volpi detuvo dos penales, y el quinto dio al poste, el resultado oficial fue de Gallos Blancos 3 por 2 del visitante Club Guadalajara. De tal manera, que este fue el primer campeonato oficial obtenido por el Club Querétaro en su etapa en la primera división del fútbol mexicano.
Posteriormente, el año siguiente, ganarían también la Supercopa MX 2017 al derrotar 2-0 al América (este club ocupó el lugar del Guadalajara, que fueron los campeones de la Copa MX Clausura 2017, sin embargo, también fueron campeones de liga, y tenían que disputar el Campeón de Campeones 2017 el mismo día, entonces, las Águilas, al ser el club que más puntos acumuló en la temporada 2016-17 de la Copa, ocupó el lugar).
Más adelante, en el Apertura 2019, los Gallos nuevamente se superaron, y alcanzaron un nuevo récord de puntos (31) y finalizaron en la cuarta posición general, siendo este su mejor torneo hasta el momento, sin embargo, en la liguilla, cayeron por 6-2 global ante los Rayos del Necaxa.

## Estadio

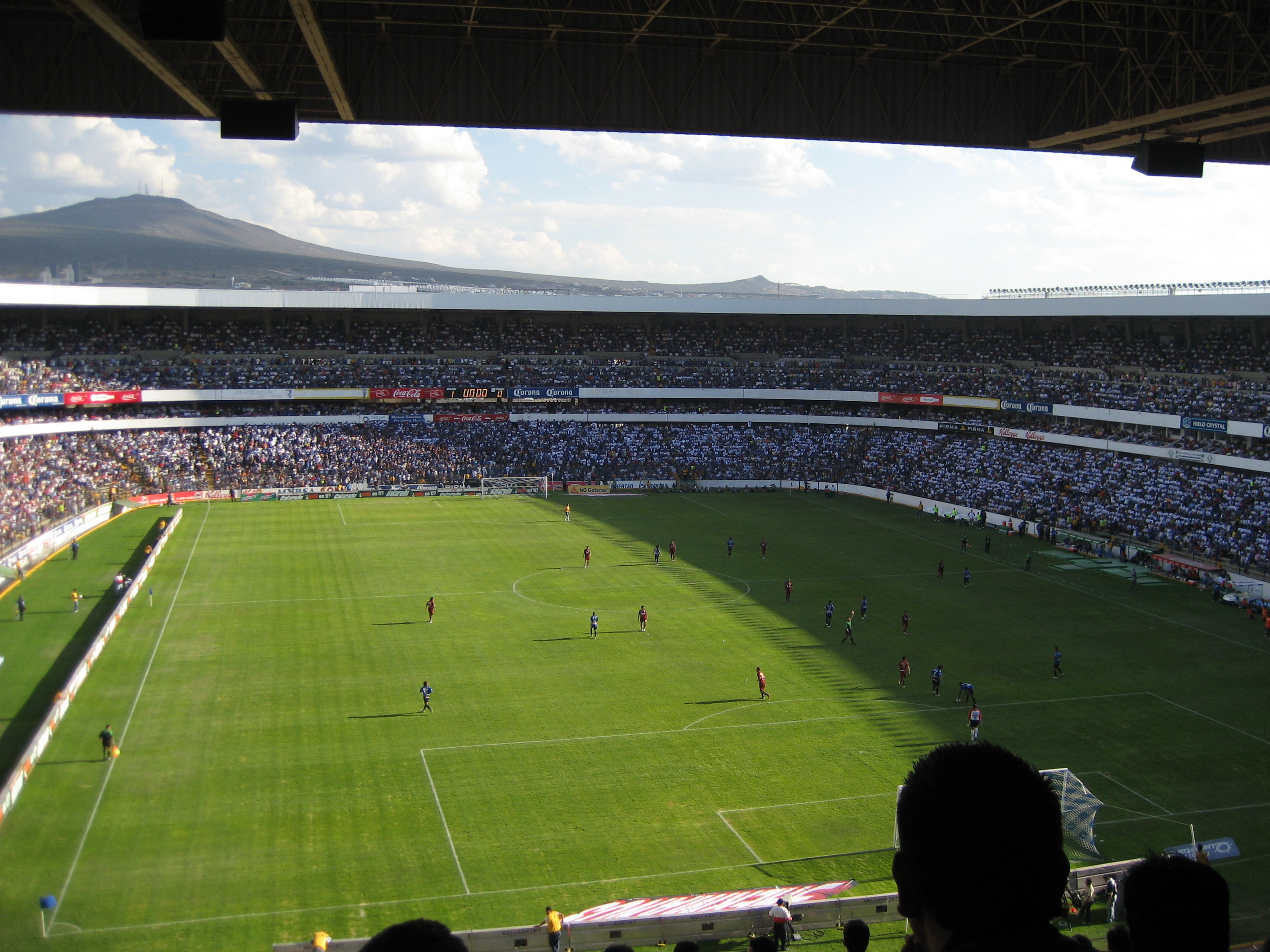
Estadio Corregidora de Querétaro.

El Estadio Corregidora, conocido también como el Coloso del Cimatario por su posición geográfica en las faldas del Cerro del Cimatario en la ciudad de Querétaro, es casa del Querétaro Fútbol Club. Es el noveno estadio con más capacidad de fútbol en México y es considerado por muchos aficionados como uno de los más cómodos ya que es posible disfrutar del partido desde todos los rincones del inmueble además de su accesibilidad en cuanto a infraestructura carretera se refiere.[cita requerida] Fue nombrado así en honor de la heroína de la Independencia de México Josefa Ortiz de Domínguez, esposa del corregidor de Querétaro, Miguel Domínguez.
Tiene capacidad para 35,575 espectadores.

## Indumentaria
- Uniforme local: Camiseta blanca, pantalón y medias blancas.
- Uniforme visitante: Camiseta a rayas verticales grises y negras, pantalón y medias negras.
- Uniforme alternativo: Camiseta gris, pantalón y medias negras.

Colores de la institución.

| Primer Uniforme | Segundo Uniforme | Tercer Uniforme |

### Uniformes anteriores
- 2022-2023

| Primer Uniforme | Segundo Uniforme | Tercer Uniforme |

- 2021-2022

| Primer Uniforme | Segundo Uniforme | Tercer Uniforme | Uniforme Rosa |

- 2020-2021

| Primer Uniforme | Segundo Uniforme | Tercer Uniforme |

- Clausura 2020

| Primer Uniforme | Segundo Uniforme |

- Apertura 2019

| Primer Uniforme | Segundo Uniforme |

- 2018-2019

| Primer Uniforme | Segundo Uniforme | Tercer Uniforme |

- 2017-2018

| Primer Uniforme | Segundo Uniforme | Tercer Uniforme |

- 2016-2017

| Primer Uniforme | Segundo Uniforme | Tercer Uniforme |

- 2015-2016

| Primer Uniforme | Segundo Uniforme | Tercer Uniforme | Uniforme 65 Aniversario |

- 2014-2015

| Primer Uniforme | Segundo Uniforme | Tercer Uniforme |

- 2013-2014

| Primer Uniforme | Segundo Uniforme | Tercer Uniforme |

- 2013

| Primer Uniforme | Segundo Uniforme | Tercer Uniforme |

- 2012-2013

| Primer Uniforme | Segundo Uniforme | Tercer Uniforme |

- 2011-2012

| Primer Uniforme | Segundo Uniforme | Tercer Uniforme |

### Evolución del uniforme
- Casa: Jersey negro y azul, pantaloncillo y medias negras.
- Visita: Jersey blanco con líneas en rojo y medias rosas

| 1950 | 1969 | 1970 | 1974 | 1992 | 1994 | 2005 | 2006 | 2011 |  |  |  |  |  |  |  |